# Сім'янівська волость
Сім'янівська волость — адміністративно-територіальна одиниця Конотопського повіту Чернігівської губернії з центром у селі Сім'янівка.
Станом на 1885 рік складалася з 10 поселень, 17 сільських громад. Населення — 6371 особа (3323 чоловічої статі та 3048 — жіночої), 1038 дворових господарства.
|                     | Площа, десятин | У тому числі орної, дес. |
| ------------------- | -------------- | ------------------------ |
| Сільських громад    | 3718           | 3236                     |
| Приватної власності | 9010           | 6679                     |
| Іншої власності     | —              | —                        |
| Загалом             | 12728          | 9915                     |

Основні поселення волості:
- Сім'янівка — колишнє державне та власницьке село за 12 верст від повітового міста, 2187 осіб, 411 дворів, православна церква, школа, 6 постоялих будинків, 3 лавки, винокурний завод.
- Капітанівка — колишнє власницьке село, 257 осіб, 47 дворів, православна церква, школа, водяний і вітряний млини, пивоварний завод.
- Курилівка — колишнє власницьке село, 1178 осіб, 196 дворів, православна церква, постоялий будинок, лавка, вітряний млин.
- Совинці (Базилівка) — колишнє власницьке село, 527 осіб, 78 дворів, постоялий будинок.
- Шпотівка  — колишнє власницьке село, 1057 осіб, 145 дворів, постоялий будинок, 3 вітряних млини, цегельний завод.